# Jorge Zules Caicedo
Jorge Raúl Zules Caicedo (Mocoa, Putumayo, Colombia; 14 de febrero de 1991) es un futbolista colombiano. Juega como marcador central y su primer equipo fue Douglas Haig de Pergamino de Argentina. Actualmente milita en Chaco For Ever de la Primera Nacional de Argentina.

## Trayectoria
Zules Caicedo llegó desde Colombia a Argentina en 2012, para jugar en Douglas Haig de la Primera B Nacional a pesar de no estar vinculado a un club de su país. Permaneció dos años, pero solo tuvo una aparición. En 2014 decidió marcharse a Sports Salto, equipo del Torneo Federal B. Marcó un gol en 14 partidos, y luego de seis meses en el club, fue transferido a Defensores de Belgrano de Villa Ramallo, del Torneo Federal A. Su primer gol fue en una victoria 2-0 frente a Unión de Sunchales el 2 de agosto de 2015, siendo su único tanto en el club de Ramallo.
En junio de 2018, Zules fue traspasado a Independiente Rivadavia de la Primera B Nacional. Su debut fue el 25 de agosto contra Los Andes, donde ganó el equipo del colombiano por 0-1.
En enero de 2020 se transformó en refuerzo de Unión de Santa Fe para reemplazar a su compatriota Yeimar Gómez Andrade.

## Clubes
- Actualizado al 10 de agosto de 2025

| Club                              | Div.                | Temporada           | Liga | Liga | Copa Nacional | Copa Nacional | Copa Internacional | Copa Internacional | Total | Total |
| Club                              | Div.                | Temporada           | PJ   | G    | PJ            | G             | PJ                 | G                  | PJ    | G     |
| --------------------------------- | ------------------- | ------------------- | ---- | ---- | ------------- | ------------- | ------------------ | ------------------ | ----- | ----- |
| Douglas Haig Argentina            | 2.ª                 | 2012/13             | 1    | 0    | 0             | 0             | -                  | -                  | 1     | 0     |
| Douglas Haig Argentina            | 2.ª                 | 2013/14             | 0    | 0    | 0             | 0             | -                  | -                  | 0     | 0     |
| Douglas Haig Argentina            | Total               | Total               | 1    | 0    | 0             | 0             | -                  | -                  | 1     | 0     |
| Sports Salto Argentina            | 4.ª                 | 2014                | 14   | 1    | -             | -             | -                  | -                  | 14    | 1     |
| Sports Salto Argentina            | Total               | Total               | 14   | 1    | -             | -             | -                  | -                  | 14    | 1     |
| Defensores (VR) Argentina         | 3.ª                 | 2015                | 18   | 1    | -             | -             | -                  | -                  | 18    | 1     |
| Defensores (VR) Argentina         | 3.ª                 | 2016                | 2    | 0    | 1             | 0             | -                  | -                  | 3     | 0     |
| Defensores (VR) Argentina         | 3.ª                 | 2016/17             | 29   | 0    | 3             | 0             | -                  | -                  | 32    | 0     |
| Defensores (VR) Argentina         | 3.ª                 | 2017/18             | 24   | 0    | 2             | 0             | -                  | -                  | 26    | 0     |
| Defensores (VR) Argentina         | Total               | Total               | 73   | 1    | 6             | 0             | -                  | -                  | 79    | 1     |
| Independiente Rivadavia Argentina | 2.ª                 | 2018/19             | 17   | 0    | 0             | 0             | -                  | -                  | 17    | 0     |
| Independiente Rivadavia Argentina | 2.ª                 | 2022                | 13   | 0    | 2             | 0             | -                  | -                  | 15    | 0     |
| Independiente Rivadavia Argentina | Total               | Total               | 30   | 0    | 2             | 0             | -                  | -                  | 32    | 0     |
| Alvarado Argentina                | 2.ª                 | 2019/20             | 14   | 2    | -             | -             | -                  | -                  | 14    | 2     |
| Alvarado Argentina                | Total               | Total               | 14   | 2    | -             | -             | -                  | -                  | 14    | 2     |
| Unión Argentina                   | 1.ª                 | 2019/20             | 0    | 0    | 0             | 0             | 0                  | 0                  | 0     | 0     |
| Unión Argentina                   | 1.ª                 | 2020                | -    | -    | 0             | 0             | 0                  | 0                  | 0     | 0     |
| Unión Argentina                   | Total               | Total               | 0    | 0    | 0             | 0             | 0                  | 0                  | 0     | 0     |
| San Martín (SJ) Argentina         | 2.ª                 | 2021                | 4    | 0    | 0             | 0             | -                  | -                  | 4     | 0     |
| San Martín (SJ) Argentina         | Total               | Total               | 4    | 0    | 0             | 0             | -                  | -                  | 4     | 0     |
| Deportivo Madryn Argentina        | 2.ª                 | 2023                | 26   | 1    | 0             | 0             | -                  | -                  | 26    | 1     |
| Deportivo Madryn Argentina        | 2.ª                 | 2024                | 12   | 0    | -             | -             | -                  | -                  | 12    | 0     |
| Deportivo Madryn Argentina        | Total               | Total               | 38   | 1    | 0             | 0             | -                  | -                  | 38    | 1     |
| Coatepeque FC · Guatemala         | 2.ª                 | 2024/25             | ?    | ?    | -             | -             | -                  | -                  | ?     | ?     |
| Coatepeque FC · Guatemala         | Total               | Total               | ?    | ?    | -             | -             | -                  | -                  | ?     | ?     |
| Chaco For Ever Argentina          | 2.ª                 | 2025                | 6    | 0    | -             | -             | -                  | -                  | 6     | 0     |
| Chaco For Ever Argentina          | Total               | Total               | 6    | 0    | -             | -             | -                  | -                  | 6     | 0     |
| Total en su carrera               | Total en su carrera | Total en su carrera | 180  | 5    | 8             | 0             | 0                  | 0                  | 188   | 5     |